# Byrrhinae
Byrrhinae  (лат.) — подсемейство жуков-пилюльщиков.

## Описание
Усики постепенно утолщаются к вершине, их булава нечётко обособлена и состоит из четырёх-семи сегментов. Лапки всех ног состоят из пяти члеников. Верхняя часть тела обычно без торчащих булавовидных щетинок, о если они есть, то очень короткие и чуть выступают их мохнатого волосяного покрова.

## Систематика
- триба Byrrhini

- род: Arctobyrrhus
- род: Byrrhus
- род: Curimus
- род: Cytilus
- род: Porcinolus

- триба Pedilophorini

- род: Carpathobyrrhulus
- род: Eusomalia
- род: Lamprobyrrhulus
- род: Listemus
- род: Morychus
- род: Pedilophorus

- триба Simplocariini

- род: Arctobyrrhus
- род: Simplocaria
- род: Trirania